# Futbol'nyj Klub Uralan
Il Futbol'nyj Klub Uralan (in russo Футбольный клуб Уралан?) è una società calcistica russa con sede nella città di Ėlista.

## Storia
Fondata nel 1958, ha il vinto sia il campionato che la coppa calmucca ogni anno fino al 1965. Nel 1966 sono stati ammessi alla Klass B, terza serie del campionato sovietico. Con l'eccezione della parentesi del 1970, quando la Klass B era il quarta serie, la squadra ha giocato allo stesso livello fino al 1989, quando retrocesse in Vtoraja Nizšaja Liga, la quarta serie. Il loro miglior risultato è stato un terzo posto nel 1986.
Con la dissoluzione dell'Unione Sovietica ha giocato nella seconda divisione russa fin dal 1992 (anno di creazione del campionato). Ha vinto il torneo nel 1997 e sono stati promossi al Vysšaja Divizion. Il loro miglior risultato è stato un settimo posto nel 1998 alla prima stagione. Ha giocato altre due stagioni al massimo livello, prima di essere retrocesso nel 2000, finendo ultimo. Ritornato subito in massima serie grazie al secondo posto in Pervyj divizion 2001, rimase in massima serie per due stagioni, retrocedendo nel 2003, quando finì penultimo.
Nella stagione 2004 il club ha avuto problemi finanziari che costrinsero il club a scendere in campo con appena nove giocatori nella gara contro la Dinamo Brjansk. Riuscì comunque a portare a termine il campionato 2004, ma finì diciottesimo, retrocedendo.
Nel 2005 non si iscrisse in terza serie: il club è stato rifondato come FK Ėlista (in russo Футбольный клуб Элиста?, Futbol'nyj Klub Ėlista), ma già nel 2006 la squadra ha cessato l'attività.
Nel 2014 il club fu rifondato col nome di Uralan, ripartendo dal campionato dilettanti: disputò due stagioni nel Girone Sud, finendo settimo nel 2014 e terzo nel 2015, prima di fallire nuovamente.
Quasi sette anni più tardi, nella primavera del 2021, il club fu rifondato, partendo nuovamente dai dilettanti; iscritto nel Girone Sud, finì la prima stagione al settimo posto.

## Palmarès

### Competizioni nazionali
- Seconda serie russa: 1

1997

### Altri piazzamenti
- Coppa di Russia:

Semifinalista: 1999-2000
- PFN Ligi:

Secondo posto: 2001